# Nipmuck

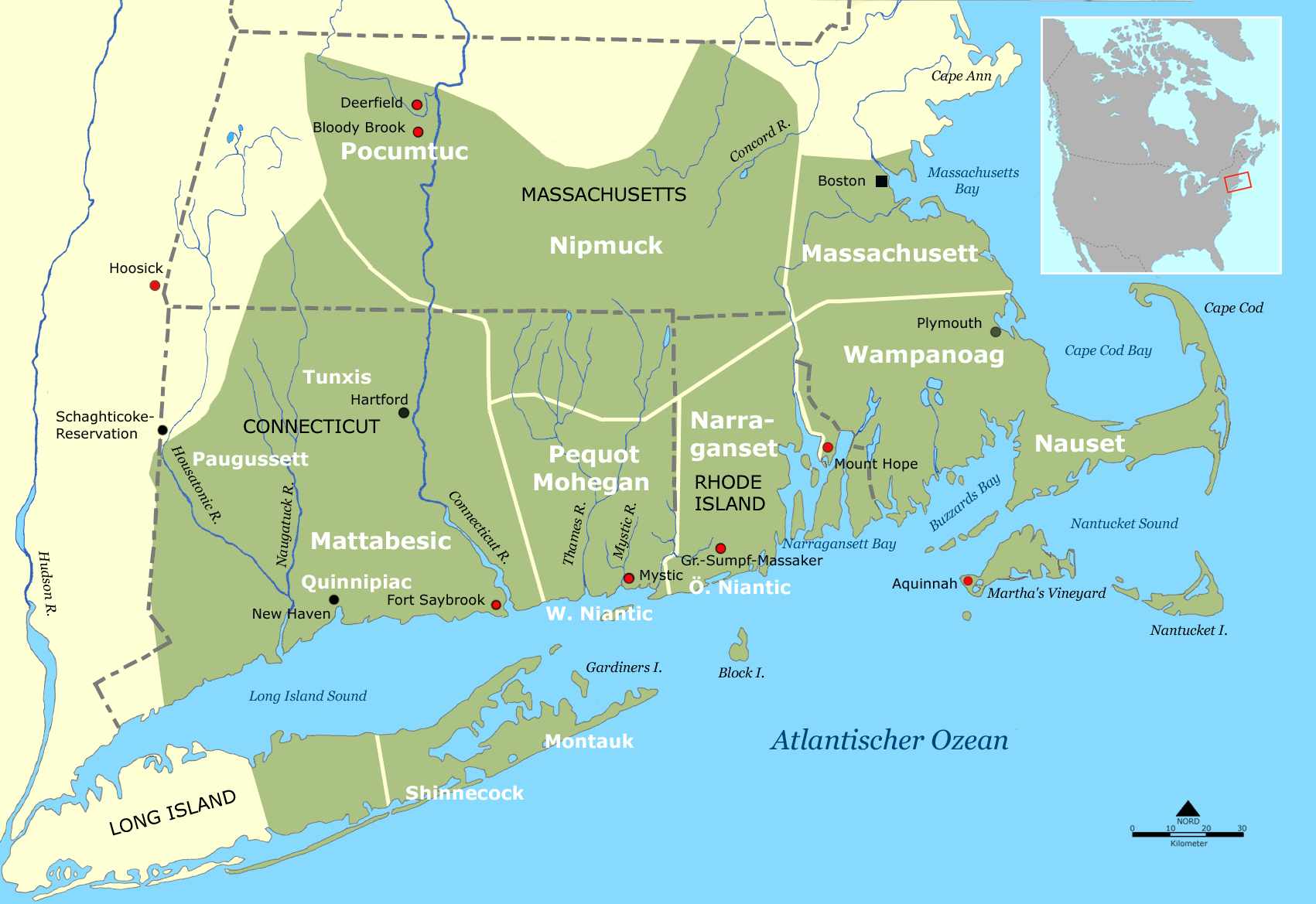
Wohngebiet der Nipmuck und benachbarter Stämme um 1600

Die Nipmuck sind eine Gruppe Algonkin sprechender Indianerstämme, die das zentrale Plateau des heutigen Massachusetts, besonders den südlichen Teil des Worcester Countys, und das heutige nördliche Rhode Island und Connecticut bewohnten. Sie lebten von der Jagd, dem Fischfang und dem Anbau von Mais, Bohnen und Squash und wanderten saisonal zwischen bestimmten Plätzen, an denen ihre Nahrungsquellen lagen. Die Nipmuck waren in territoriale Gruppen unterteilt, die aus mehreren Großfamilien bestanden und in einem oder mehreren Dörfern wohnten, jedes von einem Sachem geführt. Ihre Dörfer waren nicht politisch vereinigt und in verschiedenen Gebieten waren sie mit ihren mächtigen Nachbarn verbündet, wie den Massachusett, Wampanoag, Narraganset und Mohegan.

## Demografie
Schätzungen der Bevölkerungszahl vor dem europäischen Kontakt sind deshalb verwirrend, weil es keine Einigkeit unter den Ethnologen gibt, welche Stämme tatsächlich zu den Nipmuck gehörten. Die Zahlen variieren zwischen 3000 und 10.000 Stammesmitgliedern, die in etwa 40 Dörfern lebten. Einige der Nipmuck-Stämme waren von den Pequot unterworfen worden und gehörten zeitweilig zur Pequot-Konföderation. Nachdem sie 1637 nach der Niederlage der Pequot im Pequot-Krieg befreit wurden, klassifizierte man sie in späteren Jahren wieder als Nipmuck. Ähnliche Probleme gibt es auch bei den Narragansett, Massachusett, Pocumtuc und Penacook. Die erste wirklich genaue Schätzung der Nipmuck stammt aus dem Jahr 1680 nach dem Ende des King Philip’s Wars. Damals zählte man weniger als 1000 überlebende Nipmuck, die sich in Gebetsstädten mit den Überresten anderer Stämme versammelt hatten. Über die Zahl der Nipmuck, die zu den Abenaki und Mahican geflohen waren und derjenigen, die im Krieg getötet wurden, kann man nur Vermutungen anstellen. Innerhalb weniger Jahre wurde es zunehmend schwieriger, die Stammesangehörigkeit innerhalb der gemischten Bevölkerung der Gebetsstädte zu bestimmen.

## Name
Die Nipmuck tauchen auch als Neepmuck, Neepnet, Nipnet, Neipnett, Nipmug, Nipmuc und in anderen Schreibweisen auf. Der Name Nipnet ist ein Algonkin-Wort und bedeutet wörtlich Platz am kleinen Teich oder auch Volk am frischen Wasser.

## Kultur
Die Nipmuck lebten gewöhnlich an Ufern von Flüssen oder von kleinen Seen und scheinen das Gebiet schon seit Menschengedenken bewohnt zu haben. Wie die anderen Algonkin im südlichen Neuengland betrieben sie intensive Landwirtschaft auf dem Boden der fruchtbaren Flusstäler. Sie wechselten je nach Jahreszeit ihren Wohnort, blieben aber stets innerhalb der Grenzen ihres eigenen Territoriums. Sie ernährten sich zum Teil auch von der Jagd, dem Fischfang und von wilden Pflanzen, doch sie lebten nicht in dem Überfluss an Meeresfrüchten wie die Küstenstämme. Jede Gruppe hatte ihren eigenen Sachen, doch es gab nur eine schwach ausgeprägte politische Organisation auf Dorfebene. Der Mangel an Führungsstruktur scheint darauf hinzuweisen, dass die Nipmuck nicht den Entwicklungsstand ihrer Nachbarn hatten, doch das ist ein Irrtum. Nur wenige Dörfer waren befestigt, was auf wenig kriegerische Aktivitäten schließen lässt. Offensichtlich lebten die Nipmuck in Frieden untereinander und mit ihren Nachbarn, so dass sie wenig Grund für ein aufwändiges Führungssystem hatten.

## Geschichte

### Frühzeit
Vor über 10.000 Jahren kamen Paläo-Indianer aus dem Südwesten in das heutige Neuengland, in dem zu dieser Zeit subarktisches Klima herrschte. Im Laufe der archaischen Periode Nordamerikas (8000 v. Chr. bis 1000 v. Chr.) erwärmte sich langsam das Klima und brachte neue Pflanzen und Tiere hervor, die den Menschen dort eine andere Kultur und Lebensweise ermöglichten. Die Vorfahren der Nipmuck stellten damals steinerne Schüsseln her, fertigten Behälter aus Baumrinde und entwickelten eine Schriftsprache, die bis in die historische Periode überdauerte. Pesu-poncks waren steinerne zeremonielle Schwitzhütten und wurden für Reinigungs-Rituale genutzt. Man findet diese steinernen Kammern noch heute an den Ortslagen früherer Nipmuck-Dörfer. Die Wigwams der Nipmuck bestanden aus den Schösslingen von Laubbäumen, die mit Fellen, Baumrinde und gewebten Matten bedeckt wurden.
In der Woodland-Periode (1000 v. Chr. bis 1000 n. Chr.) war das Land der Chaubunagungamaug Ausgangspunkt zahlreicher Pfade zu allen Teilen des amerikanischen Nordostens. Die Nipmuck handelten mit den anderen indianischen Völkern und brachten ihnen die drei Geschwister: Mais, Bohnen und Squash. Pfeil und Bogen sowie Speere wurden sowohl bei der Jagd als auch zur Verteidigung genutzt.

### Kolonialzeit
Bevor die Engländer kamen, waren die Nipmuck den Konföderationen der Pequot, Narragansett und Pennacook verpflichtet. Da ihr Wohngebiet nur etwa 50 km westlich vom Hafen Bostons begann, hatten sie schon bald nach der Landung der Pilgerväter im Jahre 1620 in Plymouth Kontakte zu den Engländern, die sich entscheidend vermehrten, als die Puritaner 1630 an der Massachusetts Bay siedelten. Händler aus Boston erreichten den Connecticut River um 1633 und bald danach folgten die ersten Siedlungen und puritanischen Missionare. Als sich die englischen Siedlungen nach Westen ausdehnten, schwand die Macht der Konföderationen über die Nipmuck, besonders nach der Niederlage der Pequot im Pequot-Krieg 1637. Die Quinebaug und Massomuck waren plötzlich von den Pequot befreit und hatten von anderen Stämmen keine Forderungen zu erwarten. Obwohl die Engländer in der frühen kolonialen Periode behutsam beim Landkauf vorgingen, stellt sich die Frage, was passiert wäre, wenn sich die Nipmuck geweigert hätten, ihr Land zu verkaufen. Der Lancaster Purchase (dt. Lancaster Kauf, 1643), der Tantiusque Deed (dt. Tantiusque Übertragung, 1644) und die Eliot und Brookfield Purchases (1655) ließen das Nipmuck-Land stetig schrumpfen, doch durch die unkontrollierten Siedlungen der Squatter (dt. Landbesetzer) verloren sie noch mehr Land. Das Schlimmste aber war, dass die Weißen ihnen das beste Farmland in den Flusstälern wegnahmen, wodurch die Nipmuck ernste Ernährungsprobleme bekamen. Im Austausch dafür bekamen die Nipmuck ab 1640 das Christentum von John Eliot und anderen puritanischen Missionaren. Um 1674 gab es acht Gebetsstädte für konvertierte Nipmuck, zum Beispiel Chabanakongkomun, Hassanamesit, Magunkaquog, Marchaug, Pakachoog, Quabaug, Weshakim und Wacuntug. Diese waren den Engländern so dankbar für den neuen Glauben, dass sich fast alle von ihnen 1675 dem King Philip’s War gegen die Kolonisten anschlossen.
Unter der Führung von Sachem Sam zogen die Nipmuck im Sommer 1675 in den King Philip’s War. Nipmuck-Krieger überfielen zweimal Brookfield und im September griffen sie gemeinsam mit den Pocumtuck den Ort Deerfield an. Im gleichen Monat beteiligten sie sich auch am Gefecht von Bloody Brook bei Hardley, wo das Kommando von Captain Thomas Lothrop vernichtet wurde. Die Gefolgschaft der Nipmuck zu King Philip jedoch ist fraglich, denn bei Philips Kriegern war es üblich, die Schädel derjenigen Indianer einzuschlagen, die ihnen nicht folgten oder sie in anderer Weise unterstützen wollten. Die wenigen neutralen Nipmuck wurden zusammengetrieben und in Gefangenenlager in Nashoba gebracht. Nach einer Serie von Überfällen im südöstlichen Massachusetts, zog sich Philip im Sommer 1675 nach Westen ins Nipmuck-Land zurück und griff englische Siedlungen im Tal des Connecticut Rivers an. Im Frühling 1676 überfiel Philip vom Nipmuck-Land aus weitere Siedlungen im südlichen Neuengland, bis er schließlich im August 1776 gefangen und getötet wurde.
Nach King Philips Tod endete der indianische Widerstand. Allerdings war der Krieg damit nicht vorbei, denn die Engländer verfolgten und bekämpften die Angehörigen der Nipmuck und anderer Gruppen aus Philips früherer Gefolgschaft, wo sie sie finden konnten. Manche Kolonisten machten keine Gefangenen, andere verkauften sie als Sklaven. Einige Nipmuck flohen deshalb nach Norden, zogen den Connecticut River hinauf bis nach Québec, wo sie nach Odanak, auch Saint Francis genannt, gingen und den Krieg als Alliierte der Franzosen fortsetzten. Der christliche Name Saint Francis ist irreführend, denn man kann sich kaum erbittertere Feinde der Kolonisten vorstellen, als die Saint-Francis-Indianer in den nun folgenden 50 Jahren. Sowohl im King William’s War (1689–1697) als auch im Queen Anne’s War (1701–1713) verübten sie in ganz Neuengland zahllose Überfälle. Andere Nipmuck und Neuengland-Algonkin zogen es vor, nach Westen zu gehen und bei den Mahican am Housatonic und Hudson River zu siedeln. Einige von ihnen überquerten auch den Hudson River und suchten bei den Munsee-Delaware in New Jersey Zuflucht. Diese Flüchtlinge des King Philip’s Wars wurden schließlich Angehörige ihrer Gaststämme und ihre Nachfahren zogen als Teil der Lenni Lenape und Mahican weiter nach Westen, zunächst ins Tal des Susquehanna Rivers und später nach Ohio.

### Epidemien im südlichen Neuengland
| Epidemie          | Jahr                               |
| ----------------- | ---------------------------------- |
| Pocken            | 1631, 1633, 1639                   |
| Grippe            | 1647                               |
| Pocken            | 1649                               |
| Diphtherie        | 1659                               |
| Pocken            | 1670                               |
| Grippe            | 1675                               |
| Pocken            | 1677, 1679                         |
| Pocken und Masern | 1687                               |
| Pocken            | 1691, 1729, 1733, 1755, 1758, 1776 |

Nach hohen Verlusten durch eine ununterbrochene Reihe von Epidemien zwischen 1614 und 1676 gab es noch etwa 15.000 Ureinwohner im südlichen Neuengland zu Beginn des King Philip’s Wars. In weniger als zwei Jahren verloren 2000 Indianer bei Kämpfen ihr Leben – allein 1000 von ihnen bei einer einzigen Schlacht in Rhode Island. Weitere 1000 wurden gefangen und als Sklaven nach Westindien verkauft. Nach dem Krieg wurden den Nipmuck und anderen Neuengland-Algonkin von der Kolonialregierung harte Friedensbedingungen auferlegt. Sie mussten sich in einer Anzahl von Gebetsstädten einfinden, die von puritanischen Missionaren überwacht wurden, oder bekamen kleine Reservate in abgelegenen Gegenden zugewiesen. Diese Tatsache jedoch erlaubte die erste zuverlässige Zählung der Indianer im südlichen Neuengland, die 1680 durchgeführt wurde und nur 4000 überlebende Ureinwohner ergab. Auch vorsichtige Schätzungen der indigenen Population von 1614 ergeben etwa 100.000 Ureinwohner, so dass man von einem Bevölkerungsverlust von mindestens 96 Prozent ausgehen kann – fast ausschließlich verursacht durch den Kontakt mit Europäern.
Ohne Zweifel waren in der Hauptsache europäische Krankheiten für die größten Bevölkerungsverluste der Neuengland-Indianer verantwortlich. Wenn man den Stand des medizinischen Wissens dieser Zeit berücksichtigt, kann man den Kolonisten keine vorsätzliche Infektion der Ureinwohner vorwerfen. Trotzdem gibt es das Gerücht, aber keine Beweise, dass man es um 1673 möglicherweise versucht habe. Allerdings haben im King-Philip-Krieg viele englische Kolonisten die Grenzen der normalen Kriegsführung verlassen und nachweislich versucht, die Ureinwohner Neuenglands auszurotten.

### 18. bis 20. Jahrhundert
Nach 1680 fand man die Reste der Indianer im südlichen Neuengland zusammengedrängt in Gebetsstädten und kleinen Reservaten (z. B. Natick - ‘place of hills’, Hassanamesit - heute Grafton, Wabaquasett - ‘mats for covering the house’, Chabankongkomun - heute Webster, Ponkapoaq/Pakomit - heute Canton-Stoughton), wo sie innerhalb weniger Jahre ihre Stammesidentität und die traditionellen Sitten und Gebräuche der Neuengland-Algonkin verloren. Sogar das wenige verbliebene eigene Land wechselte schnell in weißen Besitz. Fast 250 Jahre nach der Ankunft der Pilgerväter in Plymouth verabschiedete die Regierung von Massachusetts 1869 schließlich ein Gesetz, das den Nipmuck die Bürgerrechte garantierte. Nur zwei Gruppen der Nipmuck, die bis heute ihre Identität bewahren konnten, wurden vom Commonwealth of Massachusetts anerkannt und haben annähernd 1400 Mitglieder, von denen 250 in Connecticut leben. Die Nipmuc Nation (früher als Hassanamesit Nipmuc, jetzt oft als Grafton Nipmuc bezeichnet) besitzen das kleine, zwei Acres (etwa 8100 m²) umfassende Hassanamesit (Hassanamisco)-Reservat bei Grafton in Massachusetts. Die heute über 500 Stammesmitglieder leben verstreut in Zentral-Massachusetts, im Nordosten von Connecticut und Teilen von Rhode Island. Die Webster/Dudley Band of Chaubunagungamaug Nipmuck Indians (auch Chaubunagungamaug Band of Nipmucks oder Chabankongkomun Nipmuc, vereinzelt Pegan Indians) leben im zehn Acres (40.470 m²) großen Chaubunagungamaug-Reservat nahe dem Lake Chaubunagungamaug im nordöstlichen Connecticut sowie in den Städten Webster, Dudley (dem Verwaltungssitz) sowie Worcester im Worcester County in Massachusetts. Obwohl beide Stämme sich um bundesstaatliche Anerkennung bewarben, wurde dies 2004 vom Bureau of Indian Affairs verneint, da sie laut den Statuten vier der sieben nötigen Kriterien für die bundesstaatliche Anerkennung als Tribe oder Nation nicht erfüllen würden.
Zudem gibt es noch die in ehemaligen Gebetsstädten und angrenzenden Gebieten lebenden Praying Indians of Natick and Ponkapoaq (auch Natick Band of Nipmucs) in Natick und Canton bei Stoughton sowie der Historical Nipmuc Tribe, ursprünglich lebten sie auf der Halbinsel Deer Island im heutigen Boston Harbor, verließen diese in den späten 1700er Jahren das Reservat Natick und siedelten in Wabaquasett, ca. 15 Acres (60.702 m²). Die Quinsigamond Band of the Nipmucs (auch Pakachoag Tribe of the Nipmuc Nation) in Worchester, Massachusetts, ursprünglich in der Umgebung des Lake Quinsigamond beheimatet, hatten ihr Hauptdorf auf Pakachoeg Hill im heutigen Auburn, nannten ihr Stammesgebiet Quinsigamond - ‘Angelplatz für Hechte’. Traditionell unterhielten sie enge verwandtschaftliche Verbindungen mit der Nipmuc Nation und der Webster/Dudley Band of Chaubunagungamaug Nipmuck Indians.